# Thalia Munro
Thalia Janine Munro (* 8. März 1982 in Santa Barbara, Kalifornien) ist eine ehemalige Wasserballspielerin aus den Vereinigten Staaten. Sie gewann bei Olympischen Spielen eine Bronzemedaille. Bei Weltmeisterschaften erkämpfte sie eine Gold- und eine Silbermedaille und bei Panamerikanischen Spielen erhielt sie eine Goldmedaille.

## Sportliche Karriere
Thalia Munro besuchte die Santa Barbara High School und studierte dann an der University of California, Los Angeles. 2001, 2002 und 2005 spielte sie für die Wasserballmannschaft ihrer Universität, in den beiden Jahren dazwischen trainierte sie nur mit der Nationalmannschaft.
2002 debütierte sie in der Nationalmannschaft. Im Juli 2003 fand die Weltmeisterschaft 2003 in Barcelona statt. Das US-Team bezwang im Halbfinale die Russinnen mit 11:7 und gewann das Endspiel durch ein 8:6 über die Italienerinnen. Direkt im Anschluss wurden in Santo Domingo die Panamerikanischen Spiele ausgetragen. Im Finale besiegte das US-Team die Kanadierinnen mit 7:3. Bei den Olympischen Spielen 2004 in Athen unterlagen die Amerikanerinnen im Halbfinale den Italienerinnen, im Spiel um die Bronzemedaille bezwangen sie die Australierinnen mit 6:5. Munro warf ihr einziges Turniertor im Halbfinale. 2005 bei der Weltmeisterschaft in Montreal siegte die Mannschaft aus den Vereinigten Staaten im Viertelfinale über die Australierinnen und im Halbfinale über die Russinnen. Im Finale unterlag das Team den Ungarinnen mit 7:10 nach Verlängerung.